# Râul Bârzăvicioara
Râul Bârzăvicioara este un afluent al râului Bârzăvița. 

## Hărți
- Harta Județului Caraș-Severin
- Harta Munții Aninei [nefuncțională – arhivă]